# Tiller (Oregon)
Tiller az Amerikai Egyesült Államok északnyugati részén, Oregon állam Douglas megyéjében, az Oregon Route 227 és a Déli-Umpqua folyó mentén elhelyezkedő önkormányzat nélküli település.
Névadója Aaron Tiller, a település alapítója. A posta 1902-ben nyílt meg.
2017-ben a területet 3,85 millió dollárért eladásra kínálták; a 2018. szeptemberi tranzakció összegét és a vevő nevét nem hozták nyilvánosságra. A templomot, a plébániát és a tűzoltóságot nem adták el.

## Fordítás
- Ez a szócikk részben vagy egészben  a   Tiller, Oregon című angol Wikipédia-szócikk ezen változatának fordításán alapul.  Az eredeti cikk szerkesztőit annak laptörténete sorolja fel. Ez a jelzés csupán a megfogalmazás eredetét és a szerzői jogokat jelzi, nem szolgál a cikkben szereplő információk forrásmegjelöléseként.